# Демпстер, Артур Джеффри
Артур Джеффри Демпстер (англ. Arthur Jeffrey Dempster; 14 августа 1886 года, Торонто, — 11 марта 1950 года, Стюарт, Флорида) — канадско-американский физик, член Национальной академии наук США (с 1937 года), в 1944 году избирался президентом Американского физического общества. Создатель первого современного масс-спектрометра (базирующегося на изобретении Ф. Астона), первооткрыватель нуклида урана 235U (в 1935 году). Значительную часть карьеры посвятил поиску стабильных изотопов химических элементов и определению их распространённости. Обнаружил большее количество стабильных изотопов, чем кто-либо другой (кроме Ф. Астона, открывшего это исследовательское поле).

## Биография

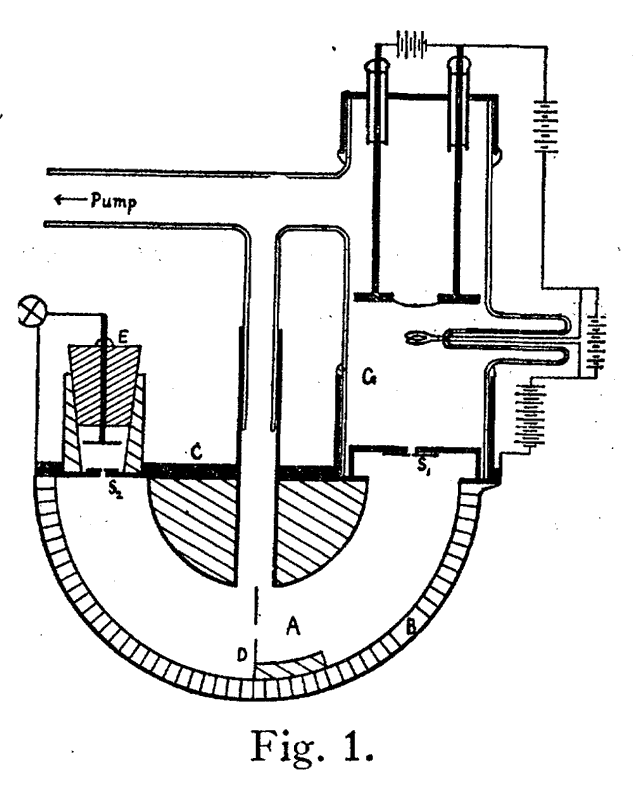
Схема масс-спектрометра, сконструированного А. Демпстером в 1918 году

Родился в 1886 году в Торонто в состоятельной шотландско-ирландской семье. Его родителями были Джеймс и Эмили Демпстеры. Получил степени бакалавра и магистра в Торонтском университете в 1909 и 1910 годах, соответственно.
В 1911 году Демпстер поехал в Германию, где пробыл три года. Два семестра он провёл в Мюнхенском и Гёттингенском университетах, и еще 2 года в университете Вюрцбурга. Профессор физики Вюрцбургского университета Вильгельм Вин занимался  исследованиями, которые были связаны с отклонением пучков положительных ионов под действием электрического и магнитного полей. Этот же метод в точности подходит и для разделения изотопов, хотя Вин использовал его для изучения электрических разрядов в газах. То же делал и Демпстер в своей работе, которая должна была стать его диссертацией на соискание докторской степени. Однако в августе 1914 года, из-за начала Первой мировой войны, Демпстер был вынужден покинуть Германию.
Для продолжения своей работы Демпстер выбрал Чикагский университет, куда и прибыл в начале осени 1914 года. В 1916 году университет присвоил ему степень доктора философии с высшим отличием (лат. summa cum laude). После периода службы в армии США во время Первой мировой войны, которая способствовала его натурализации в качестве гражданина Соединенных Штатов, в 1919 году он вернулся на работу в Чикагский университет, где и проработал до самой смерти в 1950 году.

## Работы
Основные работы А. Демпстера относятся к области масс-спектроскопии и изучению изотопии. В 1918 году построил первый масс-спектрограф, а в 1936 году совместно с Кеннетом Бэйнбриджем (англ. Kenneth Tompkins Bainbridge) и Йозефом Маттаухом (англ. Josef Heinrich Elizabeth Mattauch) сконструировал масс-спектрограф с двойной фокусировкой. Демпстер открыл ряд стабильных изотопов различных химических элементов, например, магния, кальция, платины, палладия, бария, теллура, вольфрама, гадолиния. В 1935 году открыл нуклид урана 235U. В 1928 году уточнил кривую упаковочных коэффициентов, предложенную Ф. Астоном.